# Bauernburg Tartlau
Die Bauernburg Tartlau ist eine Bauernburg und Kirchenburg in Prejmer (Tartlau) im Kreis Brașov in der Region Siebenbürgen in Rumänien.
Der Bau der Kirche im Zentrum der Anlage wurde wohl bereits 1218 vom Deutschen Orden begonnen, der 1225 aus der Region vertrieben wurde. Unter dem Zisterzienserkloster Kerz wurde der Bau fortgesetzt. Eine Besonderheit des Inventars ist der spätgotische Flügelaltar aus der Mitte des 15. Jahrhunderts.

## Baubeschreibung
Prägend für die Gesamtanlage ist die 12 bis 14 Meter hohe und im Durchschnitt 4,5 Meter starke Ringmauer. Ihr innerer Durchmesser beträgt durchschnittlich 70 Meter. Um in die Burg zu kommen, muss eine Toreinfahrt mit einem tunnelartigen Gang von 32 Metern Länge bewältigt werden. Die Innenseite der Ringmauer hat auf drei bis vier Ebenen 272 Kammern, die durch separate Eingänge über hölzerne Treppen und Laufstege erreichbar sind. Sie dienten den Bauernfamilien als Zuflucht. Zurzeit ist in einer Kammer ein Klassenzimmer und in einer anderen eine siebenbürgisch-sächsische Bauernstube mit originalem Mobiliar eingerichtet. Die Mauer schließt mit dem eigentlichen Wehrgang mit Satteldach ab, der mit zahlreichen Schießscharten und Pechnasen ausgestattet ist.
Seit dem 16. Jahrhundert ist der massiven Toreinfahrt, welche mit Eichentoren und Fallgattern gesichert war, eine Vorburg vorgelagert. Die gesamte Anlage war außerdem mit einem Wassergraben geschützt, der im 19. Jahrhundert verfüllt wurde.

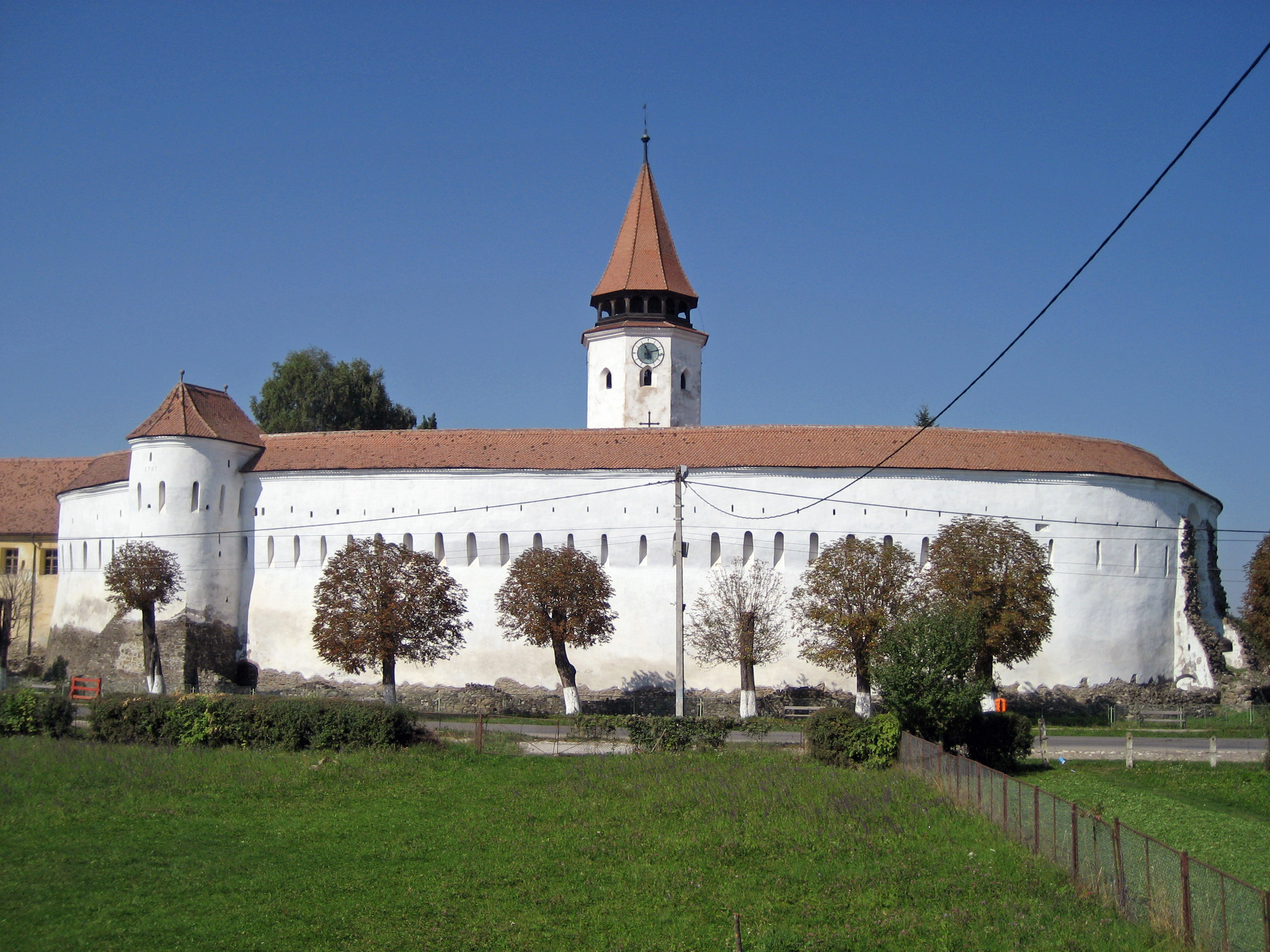
Wehrmauer und Kirchturm
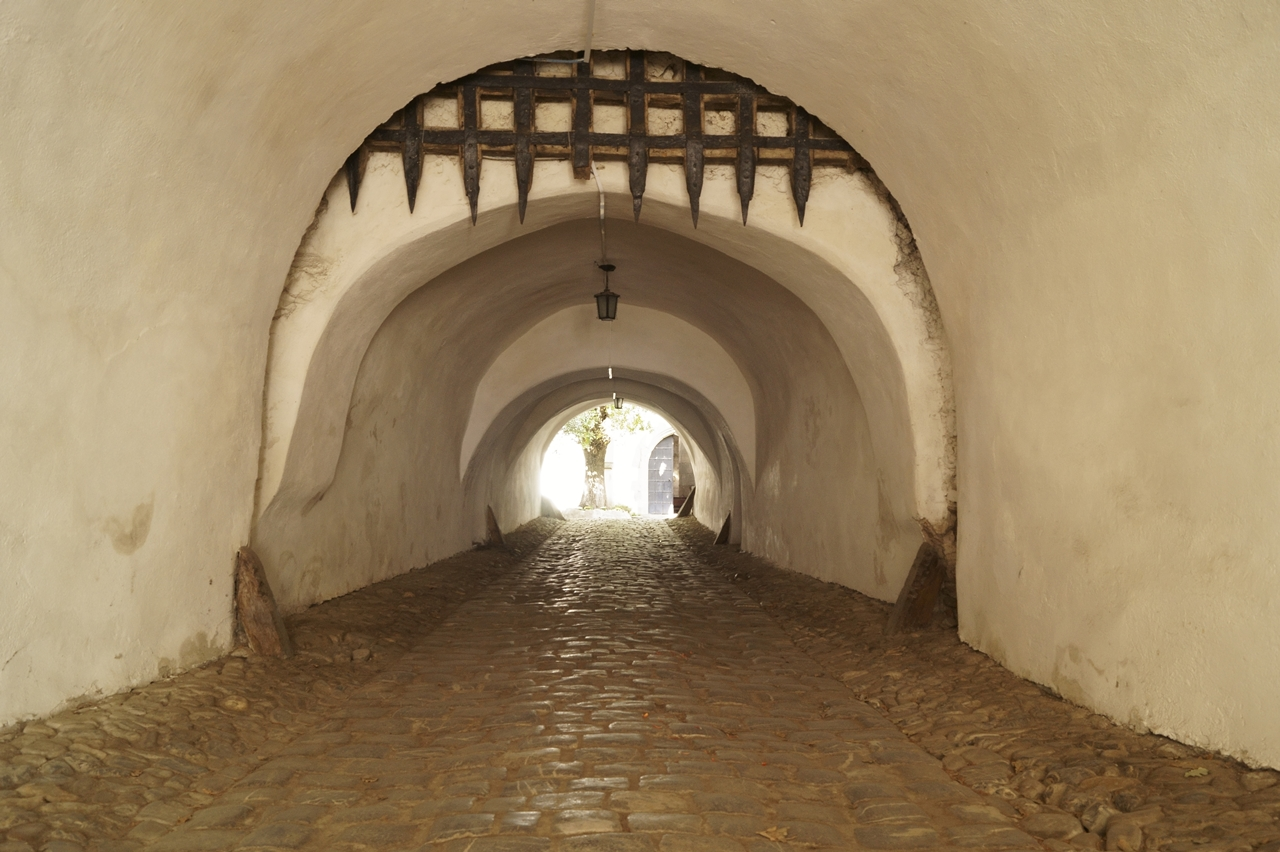
Eingang zur Bauernburg
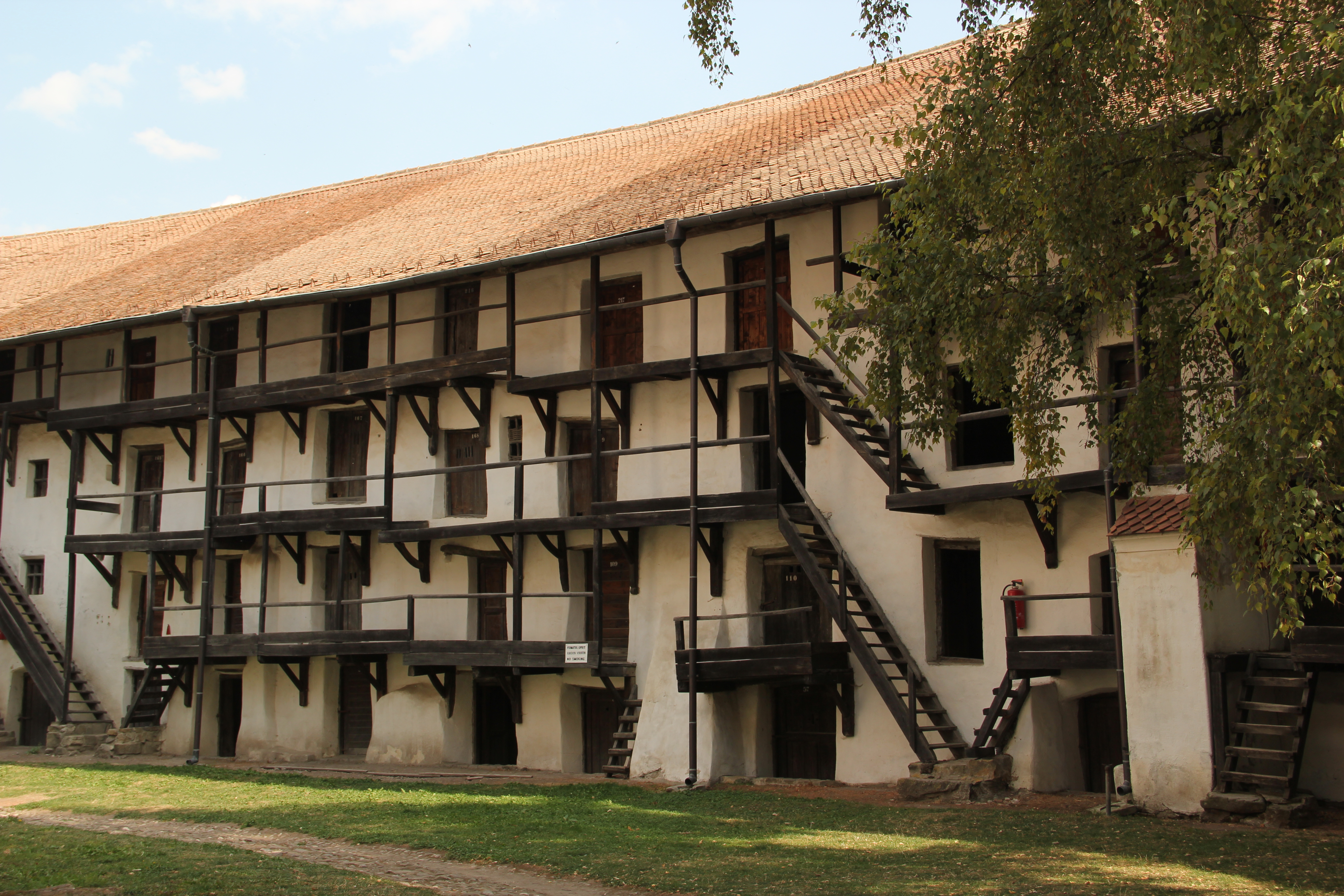
Innenseite der Wehrmauer mit Vorratskammern
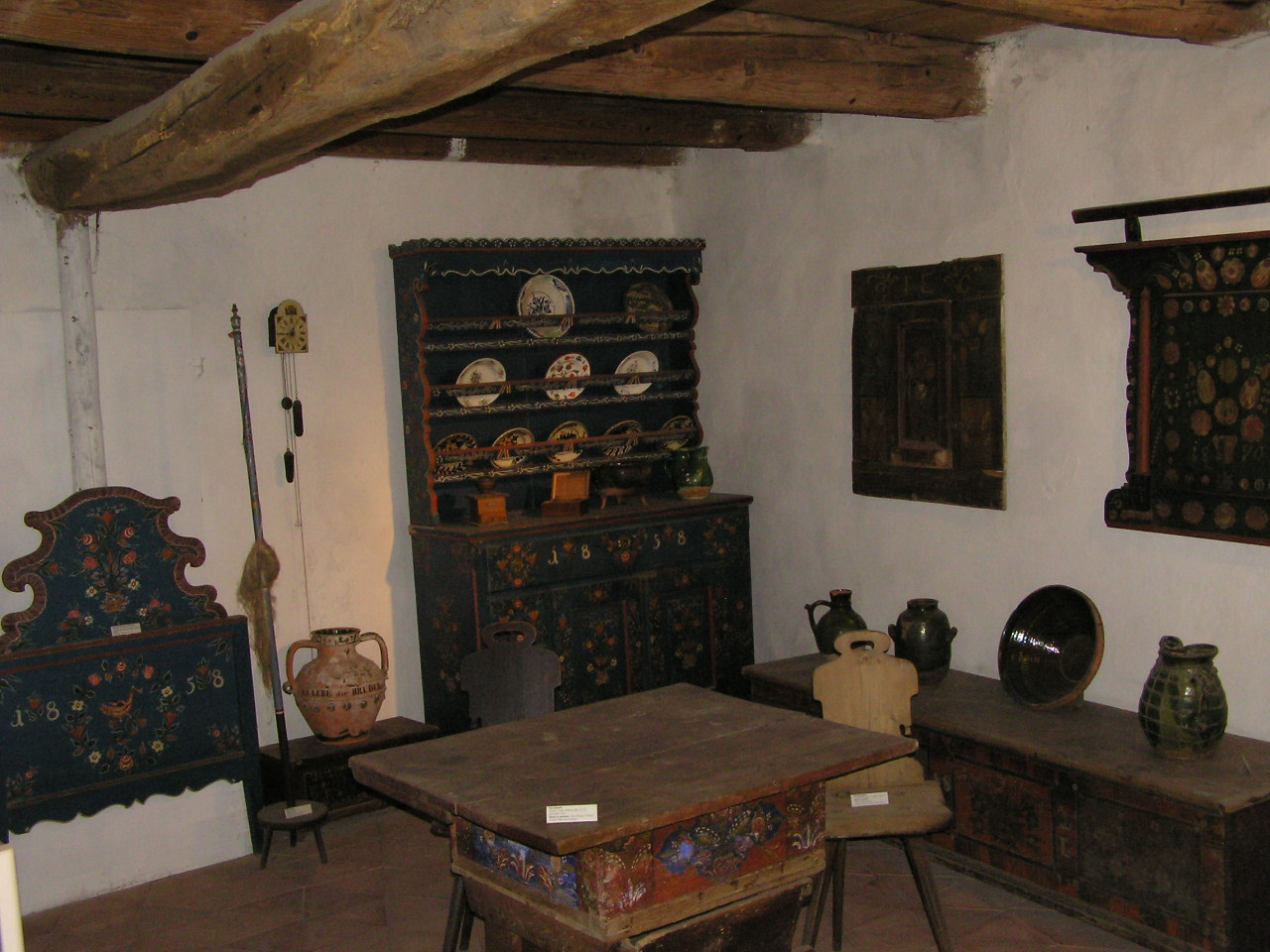
Bauernstube
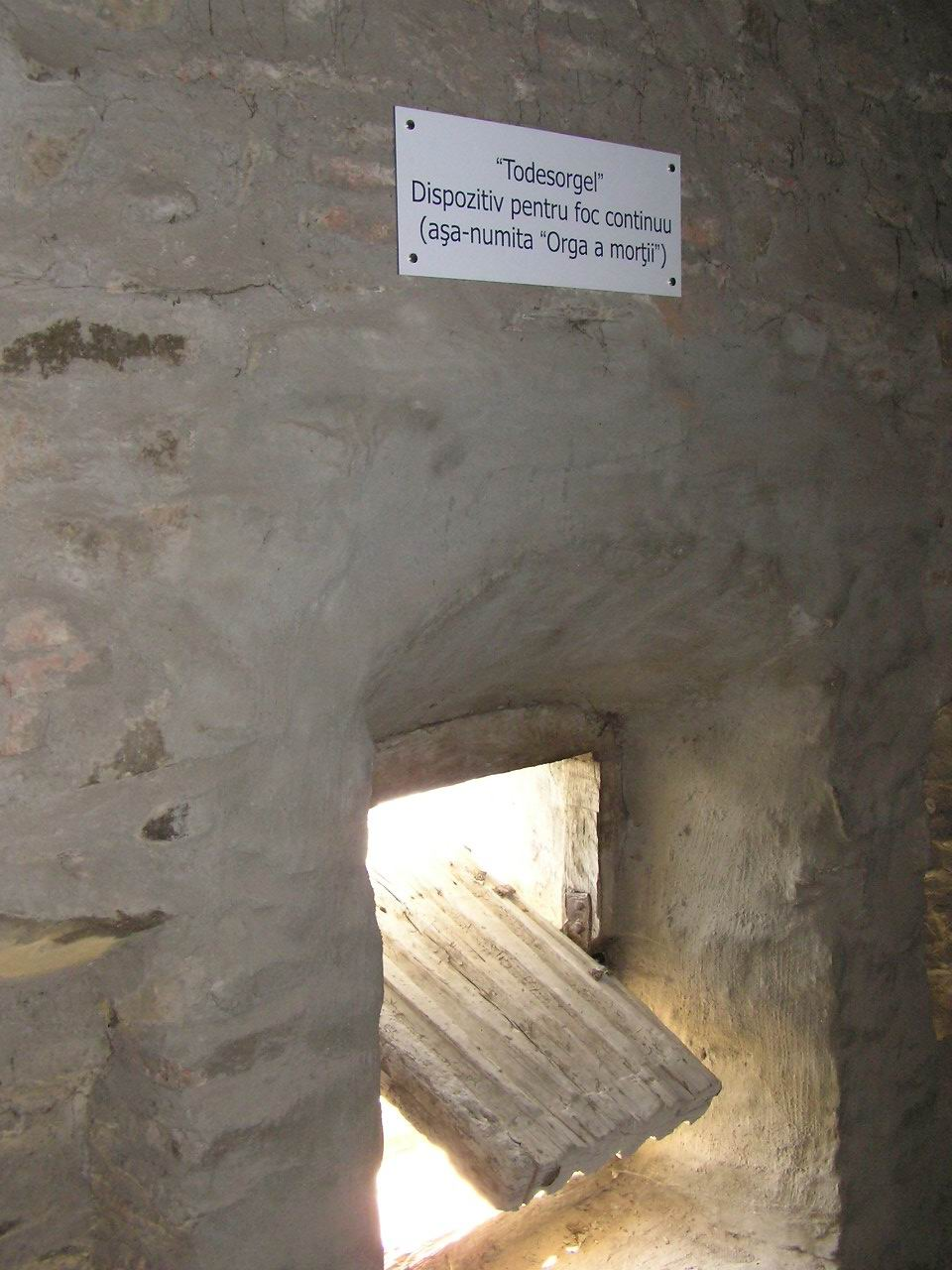
„Todesorgel“ in der Wehrmauer der Kirchenburg
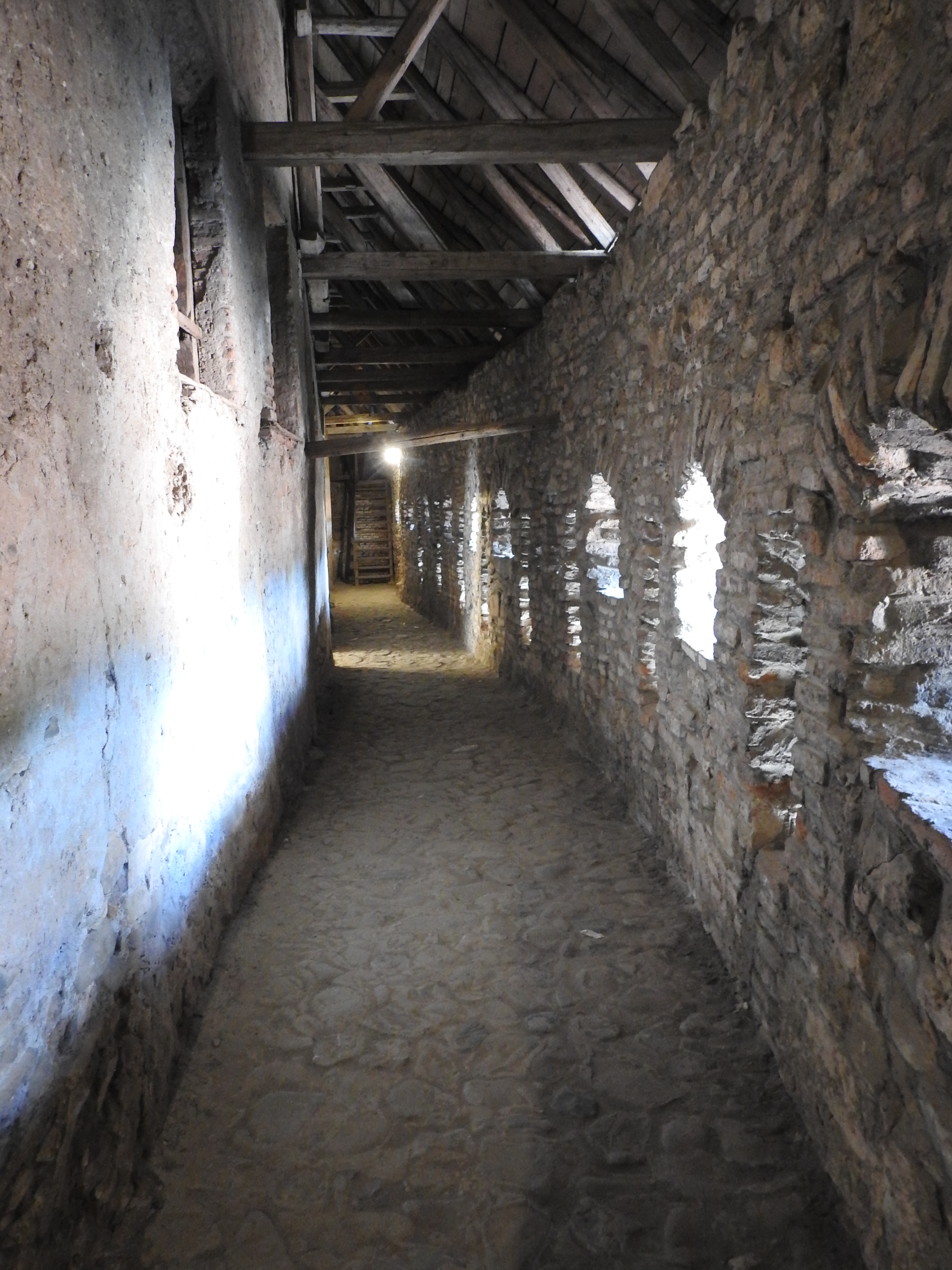
Wehrgang mit Schießscharten und Pechnasen
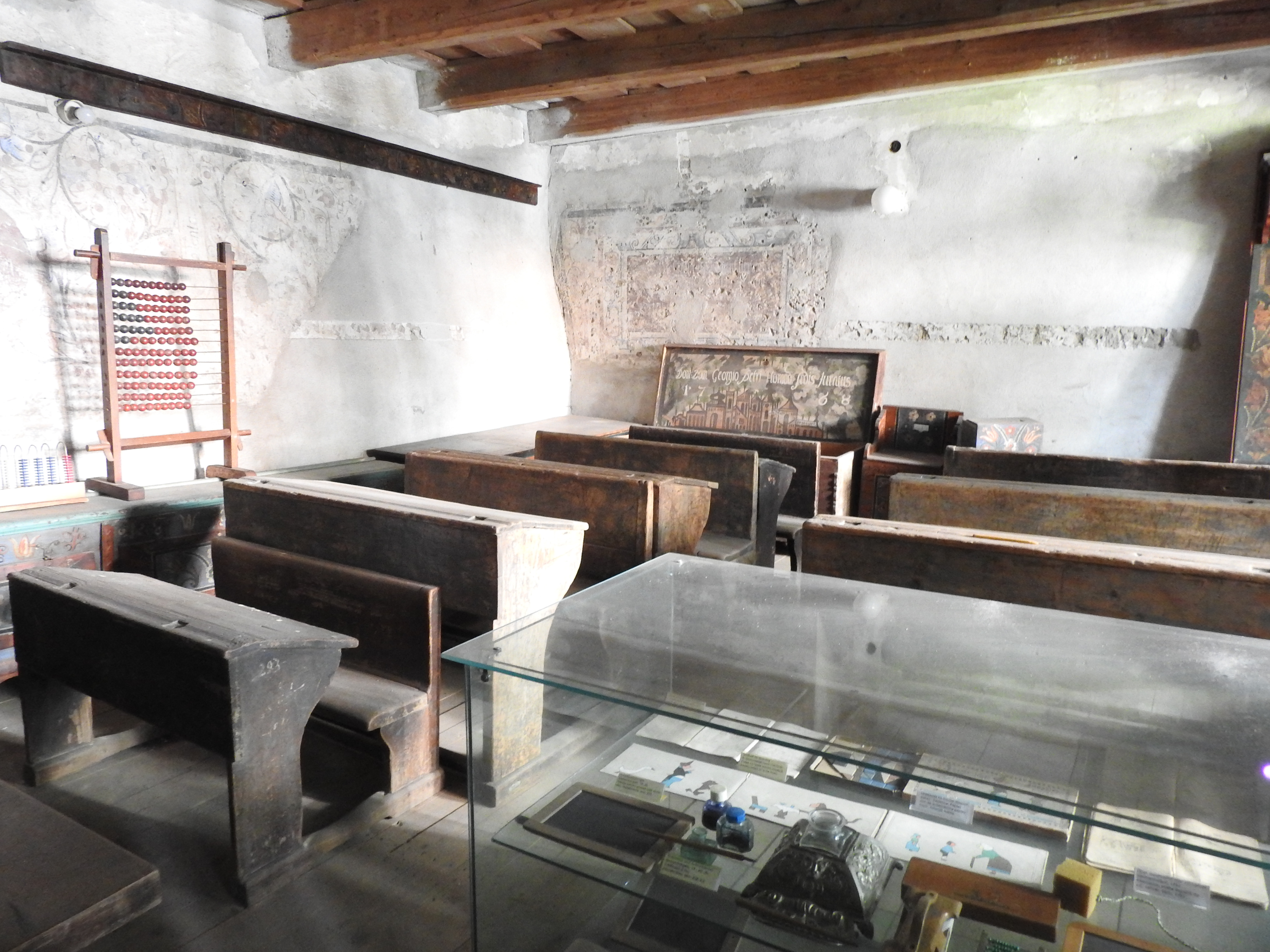
Historisches Klassenzimmer
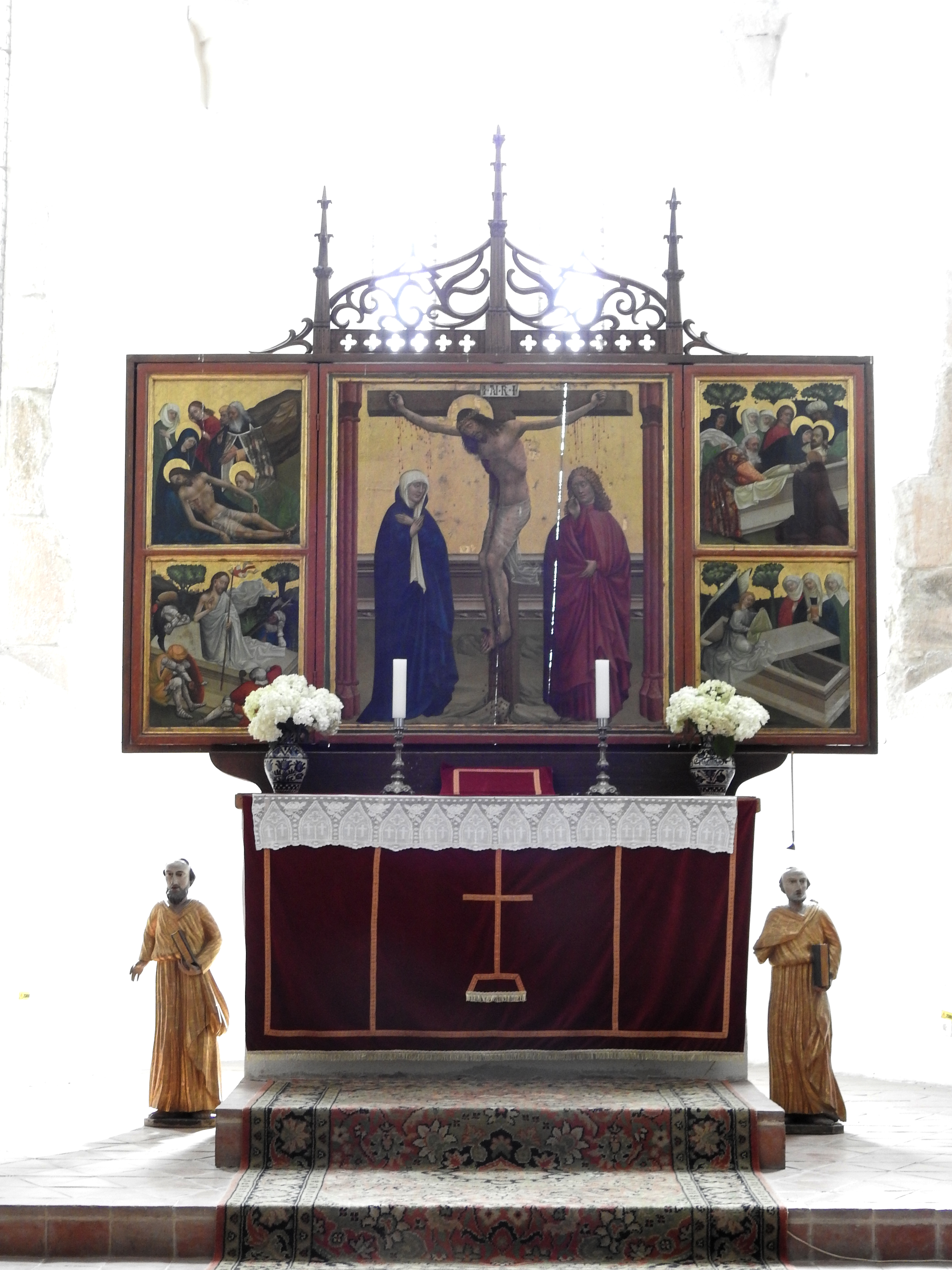
Spätgotischer Flügelaltar
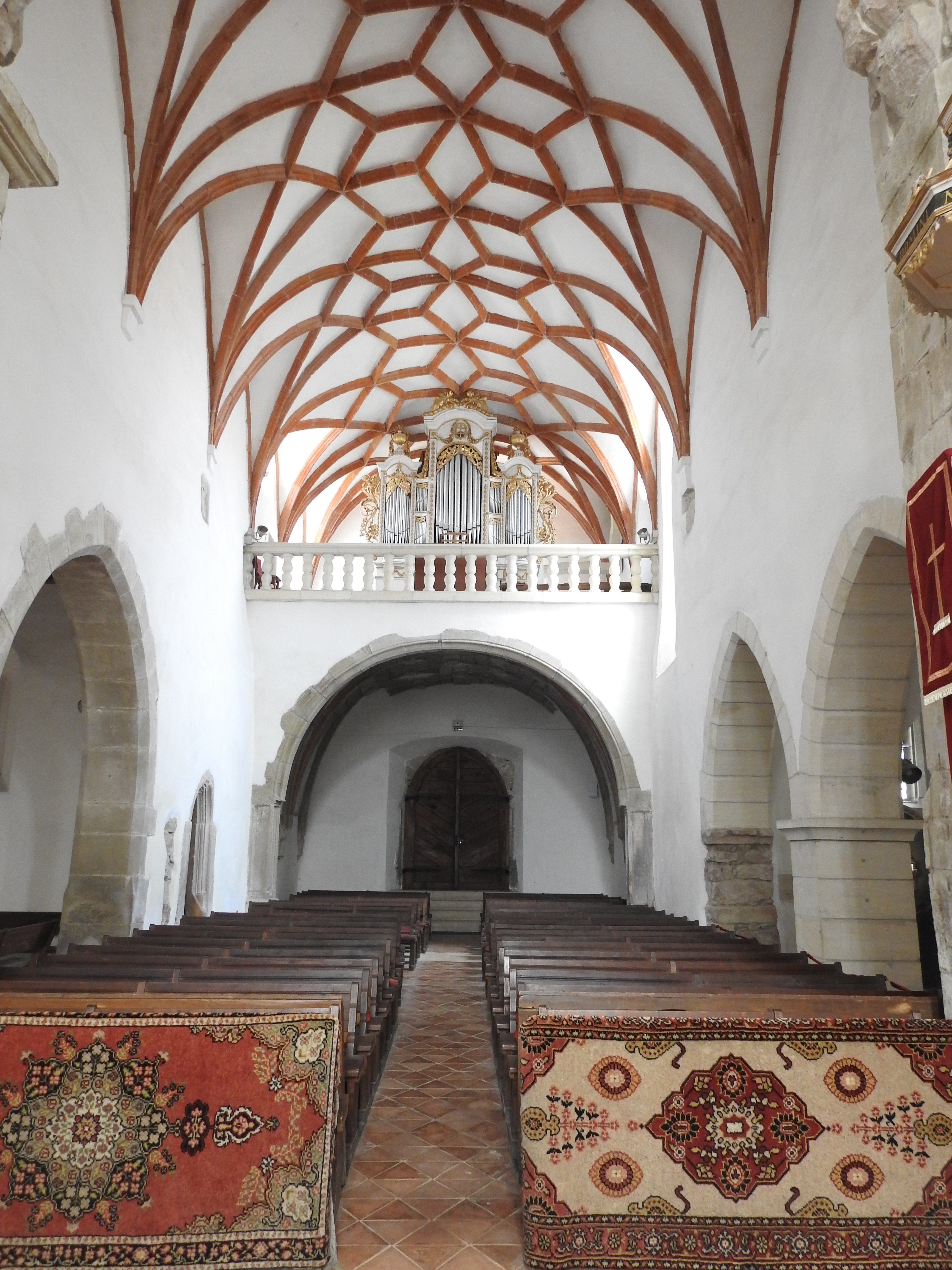
Kirchenschiff mit Gebetsteppichen und Orgel

## Die Legende zur Todesorgel
Die Todesorgel ist eine Waffe, die der Legende nach unter König Sigismund von Luxemburg entwickelt wurde. Auf einer Art Wippe konnten mehrere Gewehre nebeneinander platziert und abgeschossen werden. Die Wirksamkeit der Waffe war so berühmt, dass sie zur nationalen Legende wurde.